# Догуджан Хасполат
Догуджан Хасполат (тур. Doğucan Haspolat, нар. 11 лютого 2000, Роттердам, Нідерланди) — турецький футболіст, центральний півзахисник клубу «Трабзонспор» та молодіжної збірної Туреччини.

## Ігрова кар'єра

### Клубна
Догуджан Хасполат народився у Нідерландах, у місті Роттердам. Почав займатися футболом в академії місцевого клубу «Ексельсіор». У серпні 2016 року він дебютував в основі у матчі Ередивізі проти земляків з «Феєноорда». Таким чином Хасполат став першим гравцем 2000 року народження і XXI століття в Ередивізі і наймолодшим футболістом ліги в тому сезоні. А також він став четвертим наймолодшим дебютантом Ередивізі.
В січні 2020 року Хасполат повернувся на історичну батьківщину, де підписав контракт на 3,5 роки зі стамбульським клубом «Касимпаша». Відігравши в команді два з половиною сезони, влітку 2022 року футболіст приєднався до клубу «Трабзонспор» і підписав з ним трирічний контракт. Першим офіційним матчем у складі нової команди для Хасполата став матч за Суперкубок Туреччини, де «Трабзонспор» переміг «Сівасспор» з рахунком 4:0.

### Збірна
На міжнародному півні Догуджан Хасполат починав грати за юнацькі збірні Нідерландів. Та у вересні 2021 року він зіграв першу гру у складі молодіжної збірної Туреччини.

## Титули
Трабзонспор
 Переможець Суперкубка Туреччини: 2022